# Санту-Тирсу (район)
Санту-Тирсу (порт. Santo Tirso) — район (фрегезия) в Португалии, входит в округ Порту. Является составной частью муниципалитета Санту-Тирсу. Находится в составе крупной городской агломерации Большой Порту. По старому административному делению входил в провинцию Дору-Литорал. Входит в экономико-статистический субрегион Аве, который входит в Северный регион. Население составляет 13 961 человек на 2001 год. Занимает площадь 8,00 км².